# Svetozar Marović
Svetozar Marović, cyr. Светозар Маровић (ur. 31 marca 1955 w Kotorze) – czarnogórski polityk i prawnik, jugosłowiański działacz komunistyczny, w latach 1994–2001 przewodniczący Zgromadzenia Czarnogóry, od marca 2003 do czerwca 2006 prezydent Serbii i Czarnogóry, kierujący również radą ministrów tego państwa.

## Życiorys
Ukończył studia prawnicze na Uniwersytecie Czarnogóry. Został członkiem SKCG – czarnogórskiego oddziału Związku Komunistów Jugosławii, przewodniczył jej organizacji młodzieżowej. Pełnił różne funkcje w administracji prawnej i finansowej Budvy, później objął stanowisko burmistrza tej miejscowości. Pod koniec lat 80. wraz z Momirem Bulatoviciem i Milem Đukanoviciem dokonał przejęcia władzy w czarnogórskiej partii komunistycznej. W pierwszych pluralistycznych wyborach w 1990 komuniści odnieśli w Czarnogórze zdecydowane zwycięstwo, Svetozar Marović uzyskał wówczas mandat deputowanego. Został jednym z liderów powstałej z przekształcenia partii komunistycznej Demokratycznej Partii Socjalistów Czarnogóry (DPS).
W latach 1994–2001 pełnił funkcję przewodniczącego Zgromadzenia Czarnogóry. Działał też w jednej z izb parlamentu Federalnej Republiki Jugosławii, W trakcie konfliktu w DPS między Momirem Bulatoviciem i Milem Đukanoviciem, głównie na tle wsparcia serbskiego przywódcy Slobodana Miloševicia, opowiedział się po stronie drugiego z nich. Po odejściu z funkcji przewodniczącego parlamentu zajął się działalnością partyjną jako wiceprzewodniczący socjalistów, wykonując również nadal mandat deputowanego. Popierał politykę Mila Đukanovicia, który zaczął dążyć do niepodległości Czarnogóry.
W lutym 2003 w miejsce Federalnej Republiki Jugosławii powstało nowe państwo – Serbia i Czarnogóra. W marcu federalny parlament wybrał Svetozara Marovicia na funkcję prezydenta federacji. Polityk stanął także na czele rady ministrów państwa (odrębny urząd premiera został zniesiony). Zakres kompetencji głowy państwa pozostawał znacznie ograniczony. Zakończył urzędowanie w czerwcu 2006, gdy wspólne państwo przestało istnieć.
W 2006, 2009 i 2012 wybierany na posła niepodległej Czarnogóry. W grudniu 2015 został tymczasowo aresztowany pod zarzutami korupcji i działalności w zorganizowanej grupie przestępczej w Budvie. W maju 2016, po przyznaniu się do sprawstwa i uzgodnieniu z prokuratorem kary pozbawienia wolności w wymiarze 3 lat i 8 miesięcy, został zwolniony.